# Buffy contre les vampires (jeu de cartes)
Pour la série télévisée, voir Buffy contre les vampires.
Le jeu de cartes de Buffy contre les vampires est un jeu basé sur la série du même nom. Ce jeu a été produit en 2001 par Score Entertainment. En janvier 2004, Score Entertainment perd les droits et arrête la production de recharges pour le jeu.
En 2007, le jeu continue à attirer beaucoup de joueurs[réf. nécessaire]. Une extension pourrait être prévue par the Watchers Council Association[réf. nécessaire]. Ils sont pour l’instant responsables des tournois et des changements de règles.

## Règles
Le but du jeu est que l’un des joueurs atteigne 10 points de destin ou bien contrôle Sunnydale Park pendant 6 tours. Les points de destin se gagnent en remportant des combats et en complétant des challenges, le contrôle de Sunnydale Park est résolu par le contrôle de l’un des personnages se situant dans le parc à la fin du tour.
Le jeu se joue sur un plateau de jeu qui représente Sunnydale. Les cases individuelles se nomment « location », le milieu du plateau représente le parc. Les cartes sont jouées dans les cases locations et bougent entre les cases locations durant les différentes phases de jeu.

## Séquences de jeu
Un tour se divise en plusieurs phases, les joueurs alternent à chaque fin de phase. À chaque fin de phase on passe à la suivante.
1) Prologue : Durant cette phase les joueurs alternent les actions : mettre en jeu un challenge, un événement ou une carte action, utiliser un effet d’une carte mise en jeu ou passer.
2) Phase Draw : Se défausser de sa main 5 cartes pour piocher une nouvelle main de 5 cartes.
3) Phase de restauration : Restaurer les cartes fatiguées et utiliser toutes les cartes actions et les cartes effets qui peuvent être joués pendant cette phase.
4) Phase de mouvement : Les joueurs peuvent déplacer les cartes personnages d’une case adjacente ou à Sunnydale Park, ou utiliser une carte action ou effet utilisable durant cette phase. Les personnages non-fatigués peuvent bouger jusqu’à ce que les deux joueurs décident de passer.
5) Phase de la ressources : Les personnages exécutent les actions possibles, inclus placer des épisodes ou des caractères en jeu, de l’habilité et des objets.
6) Phase des conflits : Les joueurs résolvent les challenges et les combats. Comme avec les autres phases, les cartes actions et les cartes effets jouables dans cette phase peuvent être utilisées.
7) Dernière phase : Cette phase représente la fin d’un tour. Certaines cartes action et cartes effet peuvent être jouées pendant ce tour.
À la fin du tour, la carte jour/nuit est retournée, elle indique que la nuit est finie et que le jour commence.

## Type de carte
• Essences : Les cartes représentent les principaux personnages qui sont sélectionnés pour former le deck. Cartes essences sont entretenues par les points de destinée.
• Characters : Version des principaux personnages et des personnages de soutien. Cartes de personnages souvent ont les mêmes personnages avec différents niveaux de valeur.
• Challenges : Les challenges et les épreuves en étant résolus rapportent des points de destin. Héros et compagnons peuvent résoudre les bons challenges tandis que les monstres et leurs compagnons résoudront les mauvais challenges.
• Locations : Différents uniques et non-uniques lieux de Sunnydale. Les cartes restent en jeu durant tout le jeu.
• Skills & items : Talents, habilités et possessions qui peuvent être attachés comme bonus. Alternativement, ces cartes peuvent être jouées directement de votre main pour obtenir un bonus de +1 durant un combat ou un challenge.
• Events : Les incidents majeurs ou les événements. Ces cartes ont un effet immédiat et sont directement défaussées. Chaque événement peut être joué une seule fois par partie.
• Actions : Ces cartes peuvent être jouées durant plusieurs phases du jeu. Ces cartes peuvent apporter des bonus ou d’autres choses.
• Épisodes : Partie I et Partie II des épisodes de la série TV. Ces cartes ont une réelle influence sur le jeu avec la transition entre les première et seconde parties.

## Composition du deck
- Il existe deux sortes de deck, le côté du bien avec les héros et leurs compagnons, et le côté du mal avec les monstres et leurs acolytes. Aucun héros ne peut se trouver dans un deck composé de personnages représentant le mal.
- Un deck doit être composé de 7 cartes de challenges différentes.
- Un deck doit être composé de 4 à 8 lieux différents (non-uniques).
- Un deck doit comporter au moins 40 cartes (ou 60 cartes pour les tournois). Les cartes actions ne doivent pas dépasser la moitié du deck ainsi que les cartes de caractères. Le deck ne doit pas compter plus de 3 exemplaires. Ni 3 cartes du même niveau pour un personnage (Il est interdit de mettre 4 cartes de Buffy niveau 1).

## Les cartes commercialisées
Le jeu est basé sur une première version de 200 cartes, le Pergamum Prophecy. Il existe deux autres extensions Angel’s Curse et Class of ’99. Au total il existe 629 cartes.